# 茂兰镇 (荔波县)
茂兰镇，是中华人民共和国贵州省黔南布依族苗族自治州荔波县下辖的一个乡镇级行政单位。
2014年4月14日，贵州省人民政府批复荔波县部分乡镇行政区划调整，新设置的茂兰镇辖原茂兰镇、立化镇、瑶麓瑶族乡，镇人民政府驻尧朝村。

## 行政区划
茂兰镇下辖以下地区：
尧朝村、瑶埃村、比鸠村、罗家村、水庆村、洞流村、立化村、尧明村、洞湖村和瑶麓村。